# Броненосцы типа «Ocean»
Броненосцы типа «Ocean» (фр. Classe Ocean) — серия из трёх барбетно-батарейных броненосцев, построенных для ВМС Франции в конце 1860-х — начале 1870-х. Первые барбетные броненосцы во французском флоте. Были изготовлены из дерева, с использованием некоторых железных элементов в конструкции корпуса, и обшиты кованой железной броней. Отправлены на слом в 1890-х годах.

## История
Броненосцы типа «Океан» были спроектированы главным конструктором французского флота Дюпюи де Ломом как улучшенная, более соответствующая требованиям броненосной эры, версия броненосцев типа «Прованс». Стремительный рост британского и других броненосных флотов привел к тому, что к концу 1860-х основными целями для французских броненосцев являлись уже не деревянные суда, а броненосцы противника. Стандартные батарейные броненосцы со множеством легких пушек были неэффективны против неприятельских броненосных кораблей, что наглядно продемонстрировала Лисса.
Чтобы обеспечить эффективное поражение броненосцев противника, требовалось установить на корабль более тяжелые нарезные орудия. Так как такие орудия были существенно тяжелее обычных пушек того времени, то установить их на броненосец, не увеличивая размеров, можно было лишь несколько штук. Чрезвычайно ограниченные сектора обстрела орудий в стандартных батареях наводили на мысль, что установка в них немногочисленных тяжелых пушек будет просто неэффективна и нужно какое-то иное решение.

## Конструкция

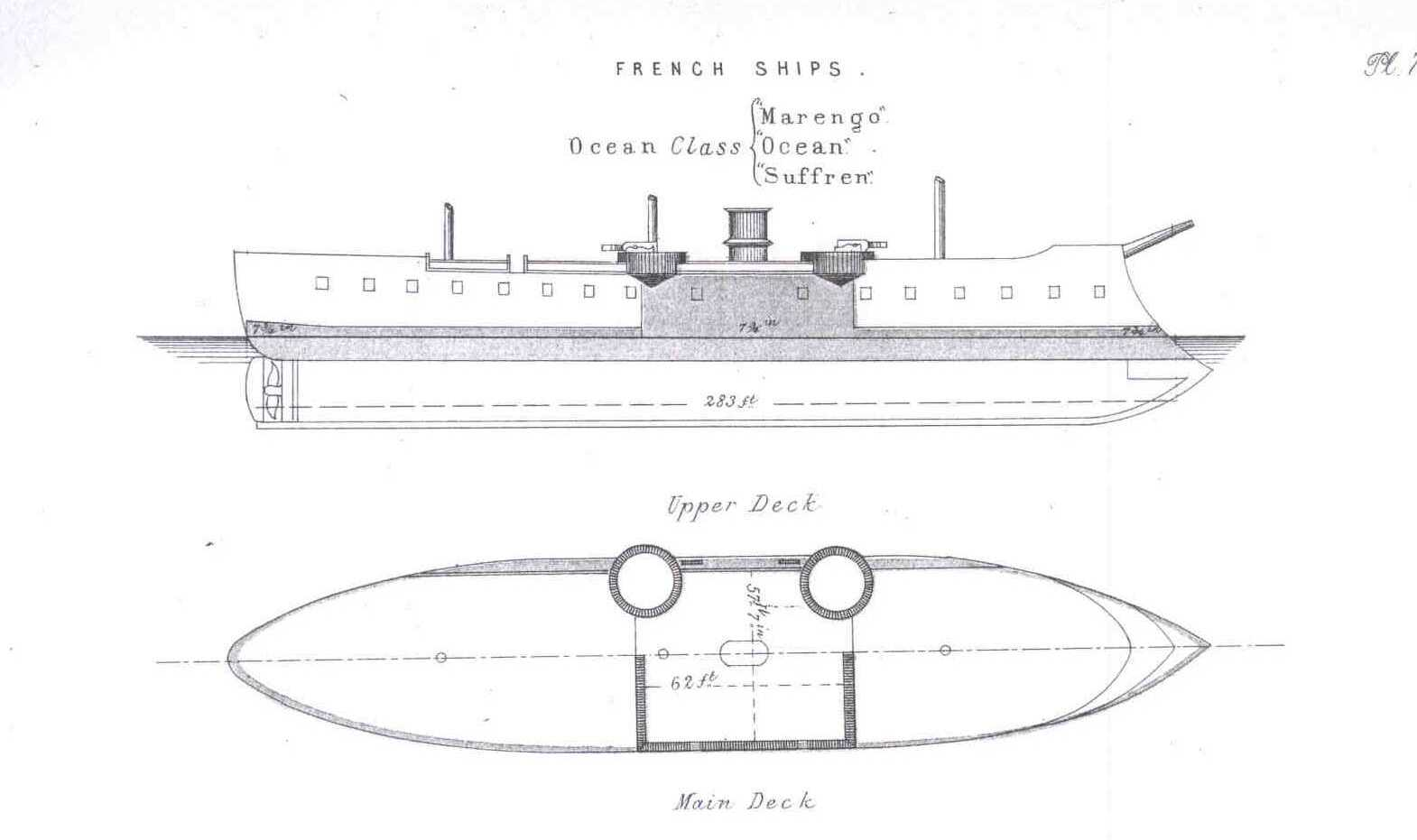

Водоизмещением около 7580 тонн, новые французские броненосцы имели длину в 87,73 метра, ширину в 17,52 метра и осадку в 8,99-9,07 метра. Они имели характерный для французской школы сильный завал бортов внутрь, и ставший обычным элементом дизайна для всего XIX столетия нос с выступающим вперед тараном. Впервые во французской практике, деревянные корпуса кораблей были разделены тремя железными водонепроницаемыми продольными переборками - что в теории, должно было обеспечить живучесть при получении подводных пробоин, но на практике наличие лишь четырех водонепроницаемых отсеков было явно недостаточным.

### Вооружение
Основное вооружение кораблей состояло из четырех 274-миллиметровых орудий, смонтированных в барбетных установках на верхней палубе. Четыре барбета размещались квадратом вокруг единственной трубы: таким образом по два тяжелых орудия стреляли на каждый борт и по два - на каждую оконечность. Орудия эти были мощнейшими для своего времени образцами нарезной артиллерии с длиной ствола в 18 калибров: они стреляли 216-кг снарядом с начальной скоростью до 434 м/с и имели пробивную силу достаточную, чтобы пробить у дула железную плиту толщиной в 360 миллиметров.
Вторичное вооружение корабля размещалось в центральной батарее под барбетами. Основу его составляли шесть (на "Океане" - восемь) 240-миллиметровых 19-калиберных орудий. Изначально именно эти пушки должны были стать основным вооружением кораблей, но в ходе постройки было решено, что они обладают недостаточной пробивной силой. На "Маренго" и "Сюффрене" также стояли по семь 138-миллиметровых орудий, предназначенных для стрельбы разрывными бомбами по деревянным кораблям и легким единицам. В 1880-х 138-миллиметровые орудия сняли, заменив их более современными 120-миллиметровыми: также корабли получили по 12 37-миллиметровых револьверных орудий Гочкисса для защиты от миноносцев.
Подводное вооружение корабля было представлено 3-метровым бронзовым тараном, весом около 20 тонн. В 1880-х он был дополнен четырьмя надводными 356-мм торпедными аппаратами.

### Броневая защита
Вдоль ватерлинии кораблей тянулся броневой пояс, толщиной 178-203 мм. Он отражал наметившиеся тенденции на появление более тяжелых орудий, способных пробивать броню, и невозможность уже обеспечить равномерную и полную защиту всего борта корабля. Вне пределов броневой батареи, деревянный борт защищался лишь тонкими 15-миллиметровыми железными листами, служившими для защиты от осколков и горящих обломков.
Батарея главного калибра располагалась в центре корпуса. Она представляла собой высокий каземат, защищенный со всех сторон 160-мм плитами, в котором стояли 240-миллиметровые пушки.
На крыше каземата размещались барбетные установки. Они представляли собой незамкнутые кольца из 152-миллиметровой брони, расположенные на верхней палубе. 274-миллиметровые пушки размещались внутри броневого ограждения на вращающихся платформах, и стреляли поверх кольца брони. Незамкнутые края барбетов были обращены внутрь (к дымовой трубе в центре) и служили для подачи боеприпасов с нижних палуб.

### Силовая установка
Корабли имели горизонтальную возвратно-поступательную машину мощностью около 3600-4100 л.с.. Восемь овальных котлов позволяли развить скорость около 13,5-14,3 узлов. Запас угля в 650 тонн гарантировал 5600-км плавание на скорости в 10 узлов. Для экономии угля, корабли несли полное парусное оснащение.

## Служба

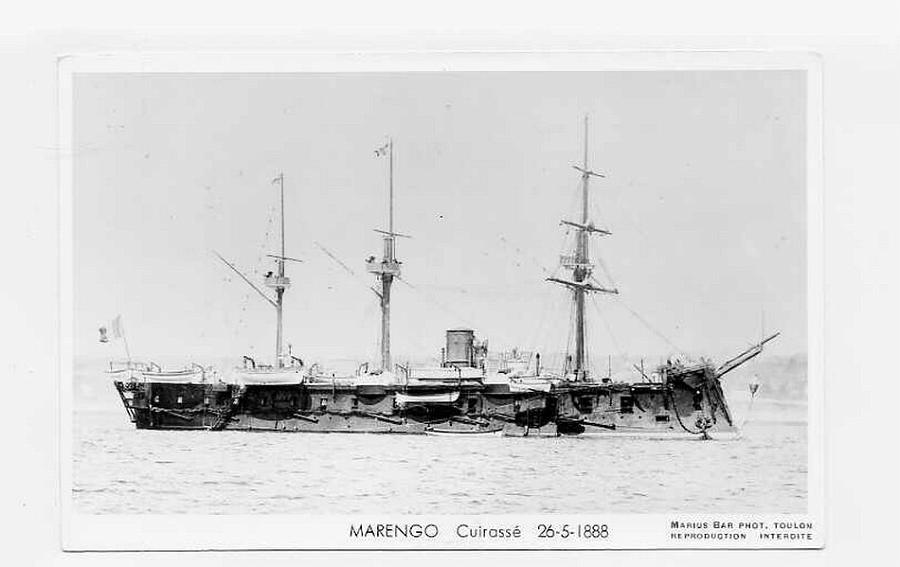

Броненосцы были заказаны и заложены в июле 1865 года. К франко-прусской войне 1870—1871 был готов только «Океан», который в 1870 заканчивал свою первую кампанию, но был экстренно снаряжен для продолжения службы. В составе отряда адмирала Буэ он блокировал балтийское побережье Германии, до того момента как был отозван 19 сентября. После этого, корабль служил в Эволюционной Эскадре до 1875 года, пока не был помещен в резерв и рекомиссован лишь в 1879. В 1880-х он прошел модернизацию, после которой был приписан к Северному Эскадрону, служил в нем до 1888 года, после чего вернулся на Средиземное Море и был переведен в разряд учебно-артиллерийских судов в 1891 году.

## Оценка проекта
Броненосцы типа «Океан» были первыми океанскими броненосцами Франции, ориентированными на бой именно с другими броненосными кораблями. Французы достаточно удачно подошли к решению задачи: барбетные установки обеспечивали эффективное и достаточно легкое наведение орудий в широком секторе, а казематные дополняли бортовой залп. Возможность погонного и ретирадного огня из барбетных орудий также существенно увеличивала возможности броненосца в рамках господствующей таранной тактики.
Недостатком броненосцев была сильнейшая перегрузка, из-за которой их метацентрическая высота составляла менее 0,5 метра. Причиной были высоко расположенные барбетные орудия: теоретически, можно было компенсировать этот недостаток, отказавшись от рангоута, но на это французские инженеры пойти еще не могли. Кроме того, корабли имели деревянные корпуса, что делало их подверженными пожарам и не позволяло эффективно разделить их на водонепроницаемые отсеки. Три поперечные переборки могли считаться лишь минимально приемлемыми средствами подводной защиты.